# Franz Binder
Franz Binder (Sankt Pölten, 1º dicembre 1911 – Vienna, 24 aprile 1989) è stato un calciatore e allenatore di calcio austriaco, di ruolo attaccante.

## Carriera
Soprannominato Bimbo
per i gentili lineamenti del viso, in contrasto con un fisico potente ma filiforme, dopo le giovanili all’ASV Sturm 19 Sankt Pölten fu acquistato nel 1930 dal Rapid Vienna,
con cui trascorse tutta la carriera di giocatore, conquistando quattro campionati austriaci, oltre alla coppa nazionale del 1945-46. È stato il capocannoniere del campionato quasi ininterrottamente dal 1933 in poi nella Bundesliga austriaca e nel 1940-1941-1942 nella Gauliga tedesca.
Binder era un finalizzatore dal repertorio completo: imbattibile nel gioco aereo, era dotato di una tecnica ed una rapidità di esecuzione difficilmente riscontrabili in altri giocatori della stessa stazza. Preciso nel calcio con entrambi i piedi, mortifero nelle conclusioni dalla media e lunga distanza, piede vellutato negli assist ai compagni di reparto, scatto bruciante nel breve, cambio di passo che disorientava il marcatore diretto. Era un autentico dominatore della trequarti offensiva, pressoché immarcabile, probabilmente uno degli attaccanti più poliedrici ed efficaci che abbiano mai calcato un rettangolo verde.
Dopo l'Anschluss (annessione incondizionata) dell’Austria al Terzo Reich nazista nel 1938, il Rapid Vienna fu costretto a giocare nella Gauliga Ostmark insieme a club come il First Vienna e l’Admira Wacker. Il Rapid sarebbe stato tra questi il club più vittorioso,  in grado di competere allo stesso livello delle squadre tedesche, favorite spudoratamente dai compiacenti direttori di gara.
Dopo il ritiro intraprese la carriera da allenatore in Austria, dove vinse un altro titolo nazionale, quindi in Germania.
In tutta la carriera, considerando anche gli incontri amichevoli, ha segnato 1006 gol in 756 apparizioni, ad una media di 1,33 reti per gara. Contando le sole partite ufficiali, ha messo a referto 534 reti in 392 gare disputate (media di 1,36 gol a partita): questo lo rende uno degli attaccanti più prolifici della storia del calcio.
Nel 1999 fu eletto dai tifosi del Rapid Vienna come 4º miglior giocatore della storia del club (Rapidler des Jahrhunderts).

## Statistiche

### Record
- Calciatore che ha vinto più volte la classifica marcatori del campionato austriaco (6).[14]

## Palmarès

### Calciatore

#### Club
- Campionato austriaco: 4

Rapid Vienna: 1934-1935, 1937-1938, 1945-1946, 1947-1948
- Campionato tedesco: 1

Rapid Vienna: 1940-1941
- Coppa d'Austria: 1

Rapid Vienna: 1945-1946
- Coppa di Germania: 1

Rapid Vienna: 1937-1938

#### Individuali
- Capocannoniere del campionato austriaco di calcio: 6

1932-1933 (25 reti) , 1936-1937 (29 reti) , 1937-1938 (22 reti) , 1938-1939 (27 reti) , 1939-1940 (18 reti), 1940-1941 (27 reti).
- Calciatore austriaco dell'anno: 4

1946, 1947, 1948, 1949

### Allenatore
- Campionato austriaco: 1

Rapid Vienna: 1963-1964